# YESネットワーク
YESネットワーク（YES Network）はアメリカ合衆国ニューヨークを本拠とするヤンキース・グローバル・エンタープライズが運営するスポーツ専門チャンネル。

## 概要
YESはYankees Entertainment and Sportsの略。2002年3月19日に開局。主にメジャーリーグベースボールのニューヨーク・ヤンキースとプロバスケットボールNBAのブルックリン・ネッツの試合が放送されている。
また、ヤンキースの過去の名勝負やヤンキース、ネッツの最新ニュースなどが放送されている。

## 主な番組
- ヤンキース・クラシックス
- ヤンキース・マガジン
- ネッツ・マガジン
- ジス・ウィーク・イン・フットボール
- センターステージ

## 主な解説者
- デビッド・コーン
- アル・ライター
- ポール・オニール
- ケン・シングルトン
- ティノ・マルティネス
- ジョー・ジラルディ（2004, 2007）
- デビッド・ジャスティス（2005 – 2007）
- ジム・カート（2002 – 2006）
- マーク・ジャクソン（2005 – 2008）